# 三浦和義
三浦 和義（みうら かずよし、1947年〈昭和22年〉7月27日 - 2008年〈平成20年〉10月11日）は、山梨県出身の元実業家、随筆家、タレント、俳優。
タレント事務所のアルファ・ジャパンプロモーションに所属していた。身長181 cm、体重78 kg。株式会社エヌジーユー代表取締役であったが、死後に長男が就任した。この時の最終決算では、資産５億を超えていた。父方の叔母に元女優・映画プロデューサーの水の江瀧子がいる。いわゆる「ロス疑惑」が取り沙汰されたことで知られる。

## 経歴

### 出生から起業まで

#### 生い立ち
父は建築会社に勤める土木技師、母は料亭の娘。母の疎開先の山梨県東八代郡御坂町（現在の笛吹市）で生まれ、幼い時期を北海道で過ごしたのち千葉県市川市で育つ。
小学生当時、映画プロデューサーだった叔母の水の江瀧子の家へ遊びに行くと、俳優たちから多額のお年玉をもらい、その額が30 - 40万円に達していたという。このことについて三浦自身は「嬉しかったけど、大人を見くびることにはなったよね。どうしても歪むだろうね」と語っている。瀧子は石原裕次郎を育てた日活の映画プロデューサーでもあり、三浦自身も裕次郎宛の何万枚という 年賀状のお年玉くじの整理を頼まれ、当選品を裕次郎からプレゼントされるなど、裕次郎とは当時接触があった。

#### 子役時代
瀧子から俳優になることを勧められ、瀧子のプロデュースする映画で石原裕次郎の少年時代を演じる子役として出演したことがある。ただし、瀧子によると瀧子が勧めたのではなく、三浦が自分から出演を求め、瀧子はそれを受け流したが、三浦に直談判された監督から改めて出演可否を問われ「監督がいいなら出してやってよ」と許可したのだとしている。
子役時代、撮影所のスチール担当者から「水の江さんの子供なんだから、やっぱり大きくなったら役者になるんだろう」と話しかけられたことがあり、三浦自身もこの実子説を信じていた時期があったが、1985年（昭和60年）には「水の江滝子の実子説というのはなんの根拠もありませんよ」とはっきり否定するようになった。その他、岸信介の子という説が取り沙汰されたこともある。日立市へロケに行ったとき、芸能界の嫌らしさに愛想が尽きて勝手に帰宅、そのまま芸能界から引退した。

#### 青年時代
神奈川県の大和市立渋谷中学校に在学中、複数回の家出を経験。教師と喧嘩して窓から飛び出し、そのまま家から数十万円を持ち出して大阪に行ったこともある。この頃に精神病院に入院させられたこともあるという。
ミッキー安川の『ふうらい坊留学記』に影響されて海外へ出ることを志し、中学校卒業後は技術を身に付けるため陸上自衛隊少年工科学校を受験するも失敗し、整備工となる。左利きであるため、整備工としては重宝されていたという。
やがて学歴の必要性を感じ、横浜市立戸塚高等学校に進学。同校では生徒会長でありながら、副会長の女子生徒と共に授業をサボタージュして箱根で一泊し停学処分を受けたほか、強盗傷害やオートバイ泥棒や日本刀不法所持で逮捕されるなどの問題行動を起こしていたという。この間、横浜少年鑑別所からの脱走歴があるが、その動機は「アニマルズのコンサートのチケットを買っていたから」というものだった。戸塚高等学校は自動的に退学となり、1966年に放火などの容疑で逮捕され水戸少年刑務所で7年間服役した。
水戸少年刑務所を出所後は、ビニ本の制作や自販機本『土曜漫画』編集部に入り、高井研一郎やはらたいらといった漫画家の原稿を取りに行き、家に泊まり込みしていたこともある。1974年には『週刊漫画』編集部に入り、主に雑用係を務めていた。その後、ロサンゼルスの先鋭的カルチャー誌『WET』の日本駐在員を経て、1976年に雑貨輸入会社「フルハムロード」を設立した。

### ロス疑惑

#### 事件の発生
1981年（昭和56年）、アメリカ合衆国・カリフォルニア州ロサンゼルスのダウンタウンにおいて当時の妻が何者かに銃撃されて意識不明の重体となる事件が発生し、自らも足を撃たれて負傷した。当初マスコミは「悲劇の夫」として三浦を扱い、アメリカ軍の協力を得て妻を日本の病院へ移送する際に、妻を乗せた上空のヘリコプターに三浦が地上から発炎筒で誘導する場面を好意的に報道していた。その後1982年（昭和57年）11月に妻が死亡したことで、事件の報道はいったん収束した。
その後、1984年（昭和59年）に『週刊文春』をはじめとするマスコミにより「保険金目当ての殺人であり、三浦はその黒幕である」との報道がなされ、いわゆる「ロス疑惑」として報道が再燃することとなった。
また三浦自身もテレビなどのメディアに積極的に露出し（逮捕時はテレビ朝日の「独占密着取材」中であった）、ミッキー安川やジミー佐古田などと丁々発止のやりとりを行うなど、その特異なキャラクターが視聴者・読者の興味を引いたことも相まって、ワイドショーや雑誌、全国紙など日本中のマスコミによる過熱報道が行われた。
これと前後して、1979年（昭和54年）から行方不明になっていたフルハムロードの元取締役だった女性が、失踪後にロサンゼルス郊外で遺体として発見されていた事実が判明し、失踪直後に三浦が本人の銀行口座から現金426万円を引き出していたことも判明した。

#### 報道の過熱
その結果、マスコミによる報道がエスカレートし、現在より「プライバシー尊重」の概念が発達していなかった当時の日本のマスコミにより、不法住居侵入や私信の無断開封などの行為が公然と行われ、報道被害により三浦本人のプライバシーが著しく侵害された。写真週刊誌『Emma』（文藝春秋）は、三浦の逮捕直後（1985年9月）に発売された同年10月10日号で、三浦がスワッピング・パーティー（1983年4月16日に開催）に参加した際の全裸写真を無修整で掲載したが、この一件で同誌編集部は警視庁保安一課からわいせつ図画販売容疑で事情聴取され、警告を受けている。
後に三浦は文藝春秋社などを相手取り、慰謝料1,000万円の支払いと、全国紙5紙などに謝罪広告を掲載することを求める損害賠償請求訴訟を起こした。第一審公判中の1990年（平成2年）3月14日、東京地方裁判所民事第12部（大喜多啓光裁判長）は三浦の訴えを一部認め、「刑事事件の被告人の情状を示すためであっても、（全裸の写真を）無断、無修整で掲載する必要はなかった」などとして、慰謝料など100万円の支払いを命じる判決を言い渡している（確定）。
なお、この全裸写真は『週刊大衆』と契約していたレポーターが撮影し、同誌1984年2月20日号に初めて掲載されて以来、『Emma』掲載までに他の雑誌にも多数掲載されていたが、『週刊大衆』に掲載された写真は三浦の性器部分に修整を施していた。

#### 殴打事件の有罪判決
過剰報道騒動の最中の1985年（昭和60年）、三浦夫人銃撃事件の4カ月前に起こった三浦夫人殴打事件（知人の元ポルノ女優に、宿泊先のホテルニューオータニで妻をハンマーで殴打させた事件）で、日本国内で殺人未遂容疑で逮捕され、後に銃撃事件での殺人罪と詐欺罪の容疑で再逮捕された。
このうち殴打事件については、懲役6年の有罪が確定した。

#### 銃撃事件の無罪判決
銃撃事件の裁判では、実行犯の証明がネックとなり、検察側は三浦の関与の事実を立証できず、第一審の東京地裁は1994年（平成6年）に氏名不詳者との殺人の共謀として有罪判決を言い渡した。しかし1998年（平成10年）、東京高裁は第一審判決を破棄自判して逆転無罪を宣告。検察側は無罪判決を不服として上告したが、最高裁判所第三小法廷（金谷利廣裁判長）が2003年（平成15年）3月5日付で上告棄却の決定を出し、三浦の無罪が確定した。
これらの事件に関連した、三浦の拘置所勾留および刑務所服役期間は計13年間にもわたる。三浦はこの事件を機に、報道被害の問題などでも積極的に発言を行っていた。

### 万引き
三浦はその後、2003年5月8日に東京都港区赤坂の書店で雑誌（『わんわん共和国』定価税込880円）を万引きして現行犯逮捕されたが、不起訴処分となった。
また2007年（平成19年）4月5日にも、神奈川県平塚市のコンビニエンスストアでサプリメント（6個：計約3,600円）を万引きした容疑で逮捕された。小田原簡易裁判所は罰金30万円の略式命令を出し、三浦は罰金を仮納付したが、その後三浦は正式裁判を申し立て、横浜地裁小田原支部（山田和則裁判長）における公判では容疑を否認し、無罪を主張した。
しかし万引き事件の裁判中に三浦がロサンゼルスで死亡したため（後述）、横浜地裁小田原支部（山田和則裁判長）は2008年（平成20年）12月15日付で、被告人の死亡を理由に公訴棄却を決定した。

### アメリカでの逮捕
2008年2月22日、旅行中の三浦がサイパン島（アメリカ自治領）で、日本国内での裁判では無罪が確定した1981年の事件について、アメリカ捜査当局に殺人罪及び殺人の共謀罪の容疑で逮捕された。
弁護側は「一事不再理」を根拠に逮捕状の無効を主張して争っていたが、ロサンゼルス郡上級裁判所は、殺人罪については無効、共謀罪については有効とする判決を下した。サイパンの北マリアナ上級裁判所は身柄をロサンゼルスに移送することを決定した。
なおこの際には、一部マスコミの報道では「三浦容疑者」ではなく「三浦元社長」と呼称した。

#### ロサンゼルスで死去
ロサンゼルスに到着した2008年10月10日（現地日時）、ロサンゼルス市警の留置所にて三浦がTシャツで首を吊っているのが発見され、病院に搬送されたが間もなく死亡が確認された。同警察は調査により自殺として発表したが、三浦の弁護人のマーク・ゲラゴスは「遺体を検視した病理学者が自殺ではなく他殺であったと結論づけた」と主張した。当局によると、当日は、監視カメラのメンテナンスにより、和義氏の留置室のみ記録が無かったと説明した。
三浦の死亡が確認された搬送先の病院は、偶然にも1981年11月の銃撃事件で三浦と妻が搬送された病院と同じであった。遺体はロサンゼルスで火葬され、同年10月25日に妻らとともに日本に戻った。
三浦が身柄移送当時に被っていた野球帽には「PEACE POT MICRODOT」（多幸、大麻、LSDなどの幻覚剤のこと。「PPMD」はヒッピーのスラングで「あばよ」）の刺繍がされていたため、これが何かのメッセージだったのではないかと噂された。なお、日本語の「あばよ」は死に際のメッセージとも受け取れるが、英語のPPMDは「See you later.（じゃあまたね）」程度のニュアンスである。

#### もう一つのロス疑惑
アメリカ捜査当局は、1979年に死体で発見された三浦の交際相手だった女性の殺人容疑（ジェイン・ドゥ・88事件）で訴追、再逮捕する方針を固めていたことを、2009年1月10日（現地日時）にジミー佐古田元捜査官が明らかにした。
佐古田元捜査担当者によると、死因や殺害状況の詳細は不明だが、被害者の銀行口座から426万円が引き出された状況証拠に基づき、三浦による単独犯行と断定。三浦が死亡する直前の段階で死刑求刑が可能な第1級殺人と窃盗容疑で、近く逮捕状を請求する方針を固めており捜査トップにも報告していた。三浦の弁護側は『ロサンゼルス・タイムズ』紙上で「死人に鞭打つとは滅多にない話だ」とコメントした。

## 出演

### 映画
- 『今日に生きる』子役、1959年
- 『喧嘩太郎』子役、1960年
- 『コミック雑誌なんかいらない!』本人役、1986年
- 『実写版まいっちんぐマチコ先生』浦田校長役、2003年
- 『三浦和義事件 もう一つのロス疑惑の真実』監修（東真司監督・企画）、2005年8月
- 『長者番付に挑んだ男 風雲児』出演・初プロデュース、2006年6月

### テレビ
- 『サンデージャポン』- 同姓同名（字は異なる）のサッカー選手・三浦知良にインタビューした。
- 『めちゃ×2イケてるッ! 』-「フジTV警察24時」コーナーに出演。

### 動画サイト
- 『M系タクシー』 - 江頭2:50がタクシー運転手に扮し、過激なトークをするドキュメントバラエティ。

## 著作
- 『不透明な時』二見書房、1984年5月
- 『ロス・コネクション』講談社、1985年3月
- 『情報の銃弾 検証「ロス疑惑」報道』日本評論社、1989年3月
- 『ネヴァ』モッツ出版、2001年7月
- 『弁護士いらず 本人訴訟必勝マニュアル』太田出版、2003年6月
- 『弁護士いらず 本人訴訟必勝マニュアル 改訂新版』太田出版、2007年8月
- 河村シゲル・三浦和義対談集『敗れざる者たち』ぶんか社、2008年12月。ISBN 978-4821142248（鈴木邦男、北芝健ほか対談協力）

## 関連する人物
- 水の江瀧子
- 三浦良枝
- ジミー佐古田
- 弘中惇一郎
- 景山民夫
- ミッキー安川
- 須田哲夫 - フジテレビアナウンサー。ロス疑惑報道の際、自身がキャスターを務める番組で三浦犯人説を展開し、後に三浦から名指しで批判される。2008年の万引き逮捕の際にも第一報を伝えている。
- 安部譲二 - 1988年に『週刊朝日』誌上で三浦のことを「ハングレの典型」と評し、判決文に擬して「恩赦も大赦もなしの無期懲役に処す」と書いた[35]。この記事について三浦に500万円の損害賠償を求める名誉毀損訴訟を起こされ[36][37]、敗訴して三浦に100万円の賠償金を払った[38][39]。
- 団鬼六 - 週刊朝日の「私が見た「三浦和義」容疑者」にて、彼のSMグラビアの撮影の際に縄を縛ったとコメントしている。
- 野村順亮 - 野村モータース（創業、経営）
- 三浦知良 - 同姓同名であり、カズの入団会見で三浦が質問を行った事がある。